# حكاية أبناء راغنار

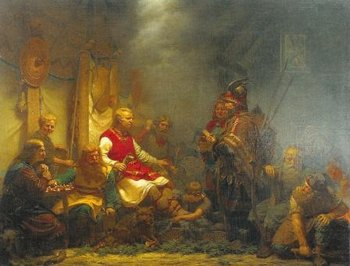
لوحة رسمها أوغست مالمستروم عام 1857 تصور رسول الملك إيلا أمام أبناء راغنار لوثبروك.

حكاية أبناء راغنار (بالإسكندنافية القديمة: Ragnarssona þáttr)‏ هي قصة نوردية قديمة عن راغنار لوثبروك وأبنائه.

## ملخص

### راغنار لوثبروك
عندما مات سيجورد رينغ، خلفه راغنار لوثبروك ملكًا على السويد والدنمارك. يأتي العديد من الملوك الأجانب للاستيلاء على أجزاء من مملكته لأنهم يعتقدون أن راغنار أصغر من أن يدافع عنها.
كان لدى هيرودر ، إيرل غوتالاند وأحد أتباع راغنار، ابنة رائعة الجمال تُدعى ثورا بورغارجيرتر.. أعطاها الحية البيضاء، لكن سرعان ما تحول هذا الثعبان إلى وحش يهدد كل من يقترب من برجها، باستثناء خدمها الذين كانوا يطعمونه ثورًا كل يوم. في رمزه، وعد هيرودر ابنته بالزواج من الرجل الذي يتمكن من قتل هذا الثعبان.
ما وصلت أنباء الثعبان إلى راغنار، قرر السفر إلى فستريوتلاند وارتدى ملابس شعثاء عالجها بالقطران والرمل. وتسلح برمحٍ واتجه نحو الحية. هاجمته الحية بنفثها السام، لكن راغنار تمكن من حماية نفسه بدرعه وطعنها في قلبها. بعد هزيمة الثعبان، قطع رأسها. وعندما علم الناس بانتصاره، تزوج من ثورا، وشرع بعد ذلك في تحرير مملكته.

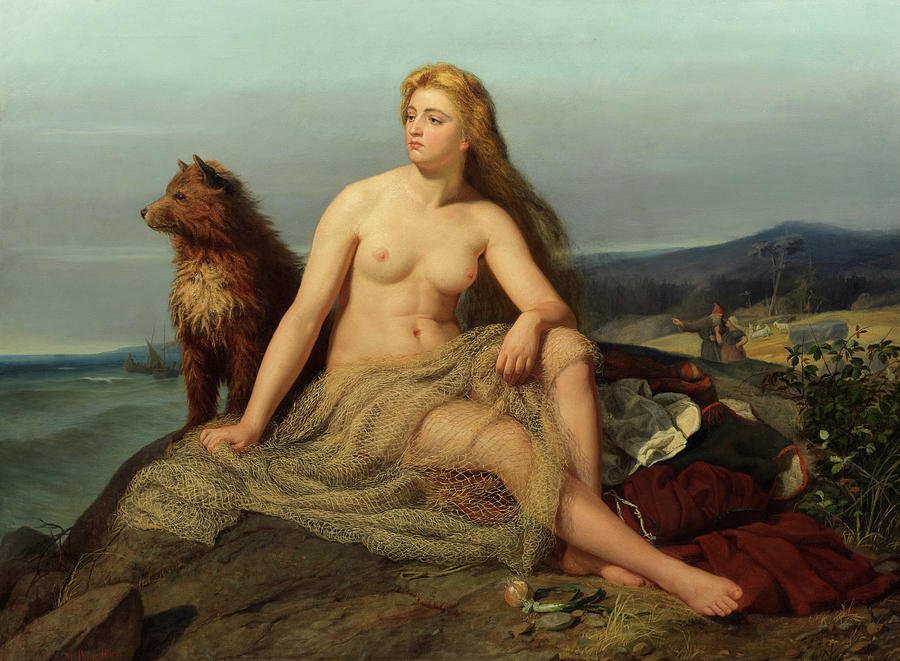
كراكا (أسلاوغ) للرسام مارتن إسكيل وينج

كان لدى راغنار وثورا ولدان، إريك [الإنجليزية] وأغنار، قبل أن تمرض ثورا وتتوفى عندما كان عمر الأبناء بضع سنوات فقط. تزوج راغنار بعد ذلك من آسلوغ، المعروفة أيضًا باسم راندالين، ابنة سيغورد وبرونهيلد. كان لديهم أربعة أبناء، إيفار الكسيح، أوبا، هفيتسرك وسيغارد عين الأفعى. 

### وفاة إريك وأغنار
يكبر أبناء راغنار، ساعين لإثبات قدراتهم ومضاهاة إنجازات والدهم، فيخوضون حربًا واسعة النطاق. لقد احتلوا زيلاند وريديوتالاند  وغوتلاند وأولاند وجميع الجزر الصغيرة. إيفار، الأكبر والأذكى، هو قائدهم ويثبت نفسه في ليجر [الإنجليزية].
خشيةً من تفوق أبنائه عليه، يعين راغنار إيستين بيلي [الإنجليزية] ملكًا للسويد ويكلفه بحمايتها منهم. خلال صيفٍ ، عندما كان راغنار ينهب منطقة البلطيق، جاء أبناؤه إريك وأغنار إلى بحيرة مالارين. أرسلوا رسولًا إلى جملا أوبسالا يطلبون من إيستين مقابلتهم. ثم يطالبون بأن يكون إيستين تابعًا لهم وأن يمنح ابنته بورغيلد زوجة لإريك. يستشير إيستين زعماء القبائل السويديين ويقررون مهاجمة إريك وأغنار. بعد معركة طويلة ضد جيشٍ غفير، قُبض على إريك وقُتل أغنار.
سعيًا لتحقيق السلام، يُقدم إيستين ابنته بورغيلد زوجة لإريك، مع حرية إريك في أخذ ما يشاء من ثروات أوبسالا أود [الإنجليزية]. يُعلن إريك رغبته في الموت بعد هذه الهزيمة، ويطلب أن يُرفع فوق جثث القتلى ليُقتل بطريقة طقسية. تُلبى رغبته الأخيرة.
تصل أخبار مقتل إريك وأغنار إلى آسلوغ وأبنائها في زيلاند، فتصمم على الانتقام. تطلق آسلوغ على نفسها اسم Randalin وتسافر مع 1500 محاربًا سيرًا على الأقدام، بينما يبحر أبناؤها بسفنهم. بعد معركة طويلة، مات إيستين وحقق الانتقام لإريك وأغنار.
لم يكن راغنار سعيدًا لأن أبنائه قد انتقموا دون مساعدته، ويقرر غزو إنجلترا باستخدام كنارين [الإنجليزية] فقط، ليُظهر نفسه محاربًا أفضل من أبنائه. بُنيت السفينتين الهائلتين في فيستفولد حيث وصلت مملكته إلى دوفر و لينديسنيس [الإنجليزية]. تعترض آسلوغ على خطته، مُحذّرة من عدم ملاءمة الساحل الإنجليزي لمثل هذه السفن الضخمة، وأن السفن الطويلة هي الأنسب، لكن راغنار يُصرّ على موقفه، متجاهلاً نصيحتها.
يصل راغنار بأمان مع جيشه إلى إنجلترا ويبدأ في التخريب والحرق.

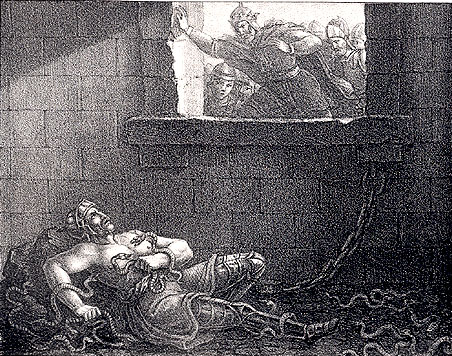
إيلا يقتل راغنار لوثبروك

### موت راغنار وانتقام أبنائه
علم الملك إيلا ملك نورثمبريا بغزو راغنار، فجمع جيشًا عظيمًا وواجه قوات راغنار في معركة ضارية. ارتدى راغنار سترة حريرية سحرية من صنع آسلوغ، تجعله محصنًا ضد أي سلاح. على الرغم من ذلك، تمكن نورثمبريا من القبض عليه وإلقائه في حفرة مليئة بالثعابين. لكن الثعابين لم تتمكن من إيذائه بسبب سترته السحرية، فاضطر الإنجليز إلى خلع ملابسه عنه، فتعرض لنهشات الثعابين التي قتلتْه في النهاية.
يغزو أبناء راغنار إنجلترا، لكن إيفار يُبدي ترددًا في خوض المعركة نظرًا لتعداد الجيش الإنجليزي الهائل، خوفًا من الهزيمة والعودة خالي الوفاض. ومع ذلك، على الرغم من ذلك، يبقى إيفار في إنجلترا ويسعى للحصول على تعويض  من الملك إيلا، مدعيًا أنه لا يستطيع العودة إلى دياره دون إنجاز يُثبت نجاحه أمام إخوته. يطلب إيفار مساحة من الأرض تُعادل ما يمكن تغطيته بجلد ثور واحد. وبذكاء، يقطع جلد الثور إلى شرائح رفيعة جدًا، ليُشكل مساحة واسعة تُحيط بقلعة يورك، عاصمة نورثمبريا آنذاك. وبذلك، يتمكن من السيطرة على القلعة، ممّا يقوده إلى عقد تحالف مع إنجلترا بأكملها. في النهاية، يصبح جميع زعماء المنطقة موالين لإيفار وإخوته، مؤكّدين سيطرتهم على البلاد..
يحثّ إيفار إخوته على شنّ غزو واسع النطاق لإنجلترا. في المعركة، يقف إيفار جنبًا إلى جنب مع إخوته، مدعومًا بالعديد من زعماء القبائل الإنجليز الذين يُبايعونه ويُعلنون ولاءهم له. أُسر إيلا، وانتقامًا منه، نحت أبناء راغنار النسر الدموي عليه.
يتولى إيفار حكم شمال شرق إنجلترا، مستعيدًا بذلك إرث أجداده ، ينجب إيفار ولدين، ينجفار وهوستو، اللذان ينشئان على طاعته التامة. وينفذان أوامره بتعذيب الملك إدموند الشهيد ويستولون على مملكته.
يغزو أبناء راغنار أراضي شاسعة، تاركين وراءهم دمارًا ونهبًا في إنجلترا وويلز وفرنسا وإيطاليا،، حتى يصلون إلى مدينة لونا الإيطالية. عندما يعودون إلى الدول الاسكندنافية، يقسمون المملكة بحيث يمتلك بيورن أيرونسايد أوبسالا والسويد، بينما يتولى سيغارد عين الأفعى زيلاند، وسكانيا، وهالاند، وفيكن [الإنجليزية]، وأغدر [الإنجليزية]، وصولًا إلى لينديسنيس [الإنجليزية] ومعظم أوبلاند، أما هفيتسيرك فيحصل على ريديوتالاند  وويندلاند [الإنجليزية].
يتزوج سيجورد عين الأفعى من الأميرة بلاهية (Blaeja) ابنة الملك إيلا ووينجبا ابنًا يُسمى هارثاكنوت [الإنجليزية]، الذي يخلف والده ملكًا لزايلند وسكانيا وهالاند، لكن سرعان ما ينشب تمرد في إقليم فيكن [الإنجليزية]، مما يؤدي إلى انفصاله عن المملكة. لنجب هارثاكنوت ابنًا يُدعى غورم، الذي يُعرف بضخامة جسده وقوته، لكنه يفتقر إلى الحكمة التي تميز بها أجداده.
تتزوج حفيدة سيغورد عين الأفعى من ملك هدمارك هالفدان الأسود [الإنجليزية] وتختتم ملحمة راغنار لوثبروك بالإشارة إلى أن ابنهما من هذا الزواج، هارالد ذو الشعر الفاتح، سيصبح في النهاية أول ملك موحد للنرويج..

## الملاحظات
1. ↑  سمي بهذا الاسم لأنه كانت هناك علامة في عينه، كما لو كان هناك ثعبان حول بؤبؤ العين
2. ↑  هنا يوتلاند
3. ↑  شبكة العقارات الملكية التي مولت النظام الملكي السويدي
4. ↑  الدية
5. ↑  إيفار فيدفامني [الإنجليزية] وسيغورد رينغ
6. ↑  يوتلاند

## روابط خارجية
- حكاية أبناء راغنار في الترجمة الإنجليزية لبيتر تونستول مع مواجهة النص الإسكندنافي القديم
- هذا هو راغنار سونوم